# Wormaldia kakopteros
Wormaldia kakopteros là một loài Trichoptera trong họ Philopotamidae. Chúng phân bố ở miền Cổ bắc.